# محمد حنیف
محمّد حنیف (زادهٔ ۱۳۳۹، بروجرد) رمان‌نویس و پژوهشگر ادبیات داستانی، برگزیده جوایزی چون کتاب سال جمهوری اسلامی ایران، جایزه جلال آل‌احمد، جایزه ادبی حبیب غنی پور، جشنواره قلم زرین، کتاب سال دفاع مقدس و جشنواره تجلیل از پژوهشگران و فناوران برتر کشوراست.

## زندگی
حنیف در محلّهٔ دودانگه یا خیابان جعفری بروجرد به دنیا آمد؛ شرقی‌ترین محله بروجرد که کارگرنشین و فقیرنشین بود. کودکی و نوجوانی در کنار تحصیل انواع کارهای یدی را تجربه کرد؛ دورهٔ ابتدایی را در مدرسه محمدرضاشاه و راهنمایی را در مدرسه مهرگان بروجرد گذراند و سپس دیپلم خود را از دبیرستان پهلوی بروجرد گرفت. سپس آموزگار شد و در روستاهای بیاتان بروجرد و رشیدی ازنا به تدریس پرداخت. پس از یک دوره اخراج و انقطاع از معلمی در سال ۱۳۶۲ به دانشگاه رفت.

دوره کارشناسی دبیری تاریخ را در دانشگاه تربیت معلم تهران گذراند و سال ۱۳۶۴ دورهٔ کوتاهی را در جنگ ایران-عراق به عنوان قصه‌نویس سپری کرد. سپس دو بار در سال‌های ۱۳۶۶ و ۱۳۷۰ مجدداً برای شغل معلمی اقدام کرد، اما گزینش آموزش و پرورش او را به دلایل بی‌پایه سیاسی رد کرد. دوره کارشناسی ارشد را در دانشگاه آزاد اسلامی واحد تهران مرکز و دوره دکتری تخصصی تاریخ را در دانشگاه آزاد اسلامی واحد علوم و تحقیقات تهران گذراند. از این نویسنده تاکنون علاوه بر چندین رمان، تعدادی کتاب پژوهشی در حوزه ادبیات داستانی، ادبیات عامه و تاریخ منتشر شده است. هر چند حنیف در ابتدا مقاله‌ها و پژوهش‌هایی در حوزه تاریخ و فرهنگ عامه نوشت، اما سال‌هاست که بر ادبیات داستانی متمرکز شده است.

## داستان‌نویسی
حنیف میان ادبیات داستان و جامعه رابطه تنگاتنگی می‌بیند. به نظر او نویسنده، اثر داستانی و جامعه سه ضلع یک مثلث هستند که از هم تأثیر می‌گیرند و برهم تأثیر می‌گذارند. نویسنده وقتی می‌بیند جامعه وضعیتش خراب است آن را خود به خود در اثر داستانی منتقل می‌کند. وضعیت ادبیات داستانی ما هم تابعی از بقیه وجوه جامعه است. اگر وضعیت اجتماعی و وضعیت اقتصادی جامعه خوب باشد قطعاً حال ادبیات داستانی هم خوب می‌شود و بالکعس چون رمان و ادبیات داستانی یک پدیده مختص به زندگی طبقه متوسط و مختص به زندگی شهرنشینی است و برای رشد آن لازم است که طبقه متوسط قدرت خرید کتاب و وقت مطالعه داشته باشند. شهرنشینی ما از اواخر دوره قاجار آرام آرام تحول پیدا می‌کند؛ مثلاً تهران در اوایل دوره پهلوی جمعیت خیلی کمی داشت و آرام آرام با پول نفت و اصلاحات ارضی جمعیت تهران بیشتر می‌شود. مهاجرت روستاییان به شهر باعث تقویت طبقه تازه‌ای از مردم می‌شود که این بر ادبیات تأثیر می‌گذارد، اما سال‌هاست که شاهد هستیم طبقه متوسط روز به روز ضعیف‌تر می‌شود. طبیعی است که وقتی طبقه متوسط ضعیف و بودجه‌های فرهنگی کم می‌شود تیراژ کتاب از دو هزار نسخه می‌رسد به اعداد خیلی کمتر. رادیو و تلویزیون هم آن‌گونه که شایسته است، به‌دنبال تشویق مردم به سمت کتاب خواندن نیست. به این دلیل اقبال نسبت به آثار عامه‌پسند بیشتر می‌شود و آثاری که باعث برانگیختن احساسات مختلف انسانی در خواننده می‌شود و او را به فکر وامی‌دارد و به چرایی و چگونگی سوق دهد، بسیار کم می‌شود. 

حنیف، شخصیت‌های داستان‌ها و رمان‌هایش را از دل سفرها و میهمانی‌ها و گفت‌وگو با افراد متفاوت و متنوع از اقشار گوناگون، خلق و کشف می‌کند و گاه شخصیتی حین نوشتنن از اعماق درونش سر برمی‌آورد. در رمانِ «رؤیای آهوان»، سپیدی، سگی است که در روزهای آموزگاری با او بود که از دلِ درگیری آموزگارِ رمانش به نام «کاظم»، با گرگ بیرون آمد و در نهایت جای یکی از راویان داستان را گرفت. آقا اجازه، نخستین داستانی بود که سال ۶۴ در روزنامهٔ اطلاعات چاپ کرد. این داستان، روایتِ یک آموزگار و شاگردان کلاس‌اش بود و موضوعی تربیتی داشت و بعدها با همکاری عبدالرضا فریدزاده به فیلم‌نامه تبدیل شد و با کارگردانی «یار دل‌افکار» روی آنتن شبکهٔ اول رفت. «گل‌های یخی»، رمانی بود که هم رگه‌هایی از جریانِ سیالِ ذهن داشت و هم کانون روایتی پیچیده که بی‌گمان می‌توانست طور دیگری مطرح گردد.
حنیف دربارهٔ خلق رمان با اعمال شاقّه می‌گوید:
«حالا می‌توانم ادعا کنم که این رمان، گرچه نوعی خودنوشت است ـ کار همیشگی رمان نویسان ـ اما مرزهای منیّت را پشت سر گذاشته و به مرحلة انعکاس دردهای جامعه رسیده است. این اثر گرچه با بغضی خصوصی آغاز شد، اما با اشکی بر جامعة در حال اضمحلال خاتمه یافت؛ زیرا من ناچار از زندگی در اجتماع بودم و باید ضروریات تأثیر و تأثرات زندگی اجتماعی را می‌پذیرفتم. باید قبول می‌کردم که، نویسنده، اثر و مخاطب، سه ضلع مثلثی معنادار هستند که هر یک به سهم خود در خلق فضای تبادل اطلاعات و تجارب فعالاند و هر کدام مدام بر دیگری تأثیر می‌گذارند. من نویسنده تجربه‌هایم را به‌طور مستقیم از جامعه می‌گیرم؛ از سوی کلیتی که مخاطبان احتمالی ام نیز در آن قرار دارند. مخاطبان فرضی نیز از نوشته‌های من تأثیر می‌پذیرند و داستان نیز به‌طور دائم بر اثر تغییراتی که دو ضلع دیگر از یکدیگر می‌پذیرند، تغییر می‌کند،
پس عامل مستقیم تغییرات بعدی من نبودم، همان گونه که آغازگرش هم من نبودم. انفجاری عاطفی و شخصی اولین کلمه‌ها را نوشت، غلیان اندیشه ای فلسفی و روحی جمعی، ناشی از مطالعات تاریخی آن را تمام کرد.»

## پژوهش‌های ادبی
حنیف در پژوهش‌های ادبی‌اش چند موضوع را دنبال کرده است. دسته اول پژوهش‌های ادبی او در کتاب‌هایی چون «قابلیت‌های نمایشی شاهنامه» یا «هویت ملی در قصه‌های عامه دوره صفوی» و «قصه‌گویی در رادیو و تلویزیون»، دنبال شدند که به دنبال شیوه‌های قصه‌گویی و داستان‌پردازی در ادبیات کهن ایران و فولکلور ایرانی هستند. در عین حال او در این پژوهش‌ها قابلیت‌های نمایشی قصه، افسانه‌های کهن فارسی و داستان‌های تربیتی، اخلاقی، عاشقانه و طنز را بررسی کرده است.

دسته دوم پژوهش‌های او معطوف به موضوع نقد ادبی و شیوه‌های داستان‌نویسی هستند که در کتاب‌هایی چون «بومی‌سازی رئالیسم جادویی در ایران»، «مراحل خلق داستان»، «راز و رمزهای داستان‌نویسی» و «از نگاه داستان‌نویس» متبلور شده و صورت آموزشی به خود گرفته‌اند. و درواقع این پژوهش‌ها پشتوانه‌ای برای داستان‌نویسی او شده‌اند، چرا که به نظر حنیف داستان‌نویسی یک کار بین‌رشته‌ای است که فقط محدود به ادبیات داستانی نیست. فقط خواندن داستان، فرد را داستان‌نویس نمی‌کند. به گفتهٔ او سیر مطالعاتی هدفمند، نظام‌مند و جامع است که به داستان‌نویس برای موجه‌نمایی و اعتلای اثرش یاری می‌رساند. این مطالعات می‌تواند اسنادی یا میدانی باشد، می‌تواند از طریق خواندن اثر، معاشرت با مردم، دیدن فیلم، بازدید از موزه، سفر یا حضور در محیط جغرافیایی حاصل شود.

در سومین دسته از پژوهش‌هایش، محمد حنیف موضوع جنگ و خاصه واقعیت بزرگی به نام جنگ ایران و عراق را دنبال کرده است. او در کتاب جنگ از سه دیدگاه در مورد جنگ و ادبیات می‌گوید:
«جنگ همواره با بشر بوده و همین است اگر منابع تاریخی کشورها اغلب شرح جنگ هاست و بسیاری از آثار ادبی و هنری نیز مدیون این پدیده زشت اند، اما شک نیست که این زشتی هر گاه رنگ دفاع گرفته است و به بهانه بیرون راندن متجاوزی از خاک مردمی رخ داده، به عمل مقدس تبدیل شده و زیبایش دانسته‌اند و شرکت در آن را شجاعت نام نهاده‌اند…»
به نظر حنیف، جنگ حادثه بزرگی است که در تمام عرصه‌ها، جامعه را دگرگون می‌کند. این دگرگونی شامل موضوعاتی نظیر ایجاد موج مهاجرت میلیونی، تضاد فرهنگی، وحشت در بمباران‌ها، شهادت، معلولیت و … است. از این روی، یکی از کارکردهای ادبیات این است این تأثیرات را به صورت عینی و جزئی‌نگارانه ارائه بدهد.

## نوشته‌ها

### رمان
1. رختشو، انتشارات خط مقدم، ۱۴۰۲.[۲۷]
2. مستوران، انتشارات دوچرخه، ۱۴۰۱.[۲۸]
3. با اعمال شاقه، انتشارات کتاب نیستان، ۱۳۹۸.[۲۹]
4. جادوی گوبتا، انتشارات علمی و فرهنگی، ۱۳۹۸.[۳۰]
5. خرمالوها را به گنجشکها بفروش، انتشارات مسجد مقدس جمکران، ۱۳۹۷.[۳۱]
6. این مرد از همان موقع بوی مرگ می‌داد، نشر اسم، ۱۳۹۶.[۳۲]
7. کلاه جادویی و مجسمه مسی، انتشارات عصر داستان، ۱۳۹۱.[۳۳]
8. قفس، ناشر عروج، ۱۳۹۰.[۳۴]
9. رؤیای آهوان، نشر ایدون، ۱۳۸۷.[۳۵]
10. گل‌های یخی، انتشارات حوزه هنری، ۱۳۷۷.[۱۵]

### داستانِ بلند
1. آسایشگاه شماره ۶، ناشر سوره سبز، ۱۳۹۰.
2. برف‌ها آب می‌شوند، ناشر انتشارات مدرسه، ۱۳۹۰.[۳۶]

### مجموعهٔ داستان
1. زمانی برای فریاد. انتشارات مدرسه، ۱۳۹۱.[۱۵]
2. شب ماهرخ، ناشر تکا، ۱۳۸۸.[۱۵]

### پژوهشِ ادبی
1. عناصر داستانی و نمایشی در میراث ادبیات فارسی، انتشارات علمی و فرهنگی، ۱۳۹۹.
2. دموکراسی روی کرسی، نشر کانون اندیشه جوان، ۱۳۹۹.
3. بومی‌سازی رئالیسم جادویی در ایران، (به همراه محسن حنیف)، انتشارات علمی و فرهنگی، ۱۳۹۷.[۳۷]
4. انقلاب، جنگ و تحولات اجتماعی در ادبیات داستانی، انتشارات موزه انقلاب اسلامی و دفاع مقدس، ۱۳۹۷.[۳۸]
5. نوشتن در سایه جنگ، (به همراه محسن حنیف)، نشر شهرستان ادب، ۱۳۹۶.
6. از نگاه داستان‌نویس، (به همراه طاهره رضایی)، ناشر سوره مهر، ۱۳۹۵.[۱۵]
7. داستان سیاسی، داستان انقلاب، نشر پژوهشگاه فرهنگ و اندیشه اسلامی، ۱۳۹۵.[۳۹]
8. هویت ملی در قصه‌های عامه دوره صفوی، نشر عصر داستان، ۱۳۹۳.[۴۰][۴۱]
9. راز و رمزهای داستان‌نویسی، انتشارات مدرسه، ۱۳۹۱.[۱۵]
10. قابلیت‌های نمایشی شاهنامه، انتشارات سروش و مرکز تحقیقات صدا و سیما، ۱۳۸۹.
11. قصه گویی در رادیو و تلویزیون، انتشارات سروش و مرکز تحقیقات صدا و سیما، ۱۳۸۹.[۱۵]
12. کندوکاوی پیرامون ادبیات داستانی جنگ و دفاع مقدس (به همراه محسن حنیف)، انتشارات صریر، ۱۳۸۸.[۴۲][۴۳]
13. جنگ از سه دیدگاه (نقد و بررسی ۲۰ رمان و داستان بلند جنگ)، انتشارات صریر، ۱۳۸۶.[۴۴]
14. چگونه ادبیات داستانی را تحلیل کنیم (به همراه مهرداد ترابی‌نژاد)، انتشارات زیبا، ۱۳۸۰.
15. مراحل خلق داستان، انتشارات حوزه هنری، ۱۳۷۲.

## جایزه‌ها
- برگزیده گروه داستان و رمان بیست‌ودومین دوره انتخاب بهترین کتاب سال دفاع مقدس، 1403 (رختشو)[۴۵]
- نامزد مرحله اولِ هفدهمین دوره جایزه ادبی «واو» ۱۴۰۰ (با اعمال شاقه)[۴۶]
- نامزد بخش نقد و پژوهش نوزدهمین جشنواره قلم زرین، ۱۴۰۰ (عناصر داستانی و نمایشی در میراث ادبیات فارسی)[۴۷]
- برگزیده نخستین جایزه «کتاب تاریخ انقلاب اسلامی» ۱۳۹۹ (داستان سیاسی؛ داستان انقلاب)
- اثر برگزیده بخش رمان بزرگسال بیستمین دوره جشنواره شهید غنی پور، سال ۱۳۹۹ (با اعمال شاقه)[۴۸]
- یکی از سه نامزد نهایی بخش رمان سیزدهمین دوره جایزه ادبی جلال آل احمد، ۱۳۹۹ (با اعمال شاقه)[۴۹]
- برگزیده سی و هفتمین دوره جایزه کتاب سال، ۱۳۹۸ (بومی‌سازی رئالیسم جادویی در ایران)
- برگزیده دوازدهمین دوره جشنواره جایزه جلال، ۱۳۹۸، (بومی‌سازی رئالیسم جادویی در ایران)
- قلم زرین هفدهمین جشنواره قلم زرین، ۱۳۹۸، (بومی‌سازی رئالیسم جادویی در ایران)
- قلم زرین پانزدهمین جشنواره قلم زرین، ۱۳۹۶، (داستان سیاسی داستان انقلاب)[۵۰]
- نامزد بخش رمان بزرگسال هفدهمین جایزه ادبی شهید غنی‌پور، ۱۳۹۶، (این مرد از همان موقع بوی مرگ می‌داد)
- نامزد بخش رمان بزرگسالان پانزدهمین دوره جشنواره قلم زرین، ۱۳۹۶، (خرمالوها را به گنجشکها بفروش)[۵۱]
- تقدیر چهاردهمین جایزه ادبی شهید غنی‌پور، ۱۳۹۳، (کلاه جادویی و مجسمه مسی)[۵۲]
- تقدیر شانزدهمین دوره جایزه کتاب سال دفاع مقدس، ۱۳۹۳، (آسایشگاه شماره 6)[۵۳]
- تندیس دهمین جایزه ادبی شهید غنی‌پور، ۱۳۸۹، (قفس)
- تندیس سیزدهمین دوره کتاب سال دفاع مقدس، ۱۳۸۹، (کندوکاوی پیرامون ادبیات داستانی جنگ و دفاع مقدس)[۵۴]
- برگزیده یازدهمین جشنواره تجلیل از پژوهشگران و فناوران برتر کشور، وزارت علوم، تحقیقات و فناوری، 1389.[۲]
- نامزد دریافت بهترین رمان فصل، ۱۳۸۸، (قفس)
- تقدیر دوازدهمین دوره کتاب سال دفاع مقدس، ۱۳۸۷، (جنگ از سه دیدگاه)[۵۵]
- نامزد بخش پژوهش و نقد ادبی پنجمین و ششمین دورة جشنوارة قلم زرین، ۱۳۸۷، (جنگ از سه دیدگاه)[۵۶]
- نامزد بخش رمان نوجوانان هفتمین دوره جایزه ادبی شهید غنی‌پور، ۱۳۸۶، (برفها آب می‌شوند)[۵۷]
- برگزیده چهارمین جشنواره بزرگداشت پژوهشگران برگزیده سال، وزارت علوم، تحقیقات و فناوری، ۱۳۸۲.
- تندیس بلورین بهترین برنامه ساز رادیویی، بهترین نویسنده و بهترین تهیه‌کننده رادیویی مراکز صدا و سیما، شیراز، 1376.[۴]
- برگزیده بخش داستان جشنواره فرهنگی هنری فجر، وزارت ارشاد، 1366.[۴]